# جون بورتون (راكب الكنو)
جون بورتون (بالإنجليزية: John Burton)‏ هو راكب الكنو أمريكي، ولد في 25 مايو 1947.

## وصلات خارجية
- جون بورتون على موقع أوليمبيديا (الإنجليزية)